# General Logistics Systems
Die General Logistics Systems B.V. ist ein Paketdienst mit Sitz im nordholländischen Haarlemmermeer bei Amsterdam. Es handelt sich um eine Holding, in der der britische Konzern Royal Mail unter der Marke GLS seine kontinentaleuropäischen und nordamerikanischen Logistikaktivitäten zusammenfasst. Die Unternehmensgruppe versendet nach eigenen Angaben jährlich 584 Mio. Pakete in 41 Ländern mit einer Vertretung an 18.200 Standorten.

## Geschichte

### Vorgeschichte als German Parcel
Am 28. April 1989 gründete Rico Back zusammen mit 24 anderen mittelständischen Spediteuren im hessischen Neuenstein die German Parcel Paket Logistik GmbH. Die internationale Anbindung folgte 1992 mit Gründung des German-Parcel-Verbundes in Form von strategischen Partnerschaftsverträgen mit ausländischen Paketdiensten.

### Gründung
Im Oktober 1999 erwarb die britische Royal Mail die German Parcel Paket Logistik GmbH mit der in den Niederlanden neu gegründeten General Logistics Systems B.V. als Holding. Erster Geschäftsführer wurde Rico Back. Daraufhin wurden eine Reihe weiterer europäischer Paketdienste, zum Teil aus dem German-Parcel-Verbund, übernommen und unter dem Dach der Holding vereinigt, darunter noch im gleichen Jahr die Der-Kurier-Unternehmensgruppe, General Parcel Hungary und die irische Williams Group. Im Jahr 2000 folgten die General Parcel Austria, die dänische Pakke-Trans und Stafetten A/S., der Nederlandse Pakket Dienst, Extand aus Frankreich, die britische Parcelforce Worldwide, GP General Parcel Ljubljana sowie die Dachser-Töchter Domberger Paket Dienst und Deutscher Paket Dienst Dachser. Es folgten im Jahr 2001 Szybka Paczka Spólka, General Parcel Finland und die italienische Direzione Gruppo Executive. Im Jahr 2002 wurde GLS als Dachmarke für alle kontinentaleuropäischen Paketdienstleistungen der Royal Mail eingeführt und die Unternehmen entsprechend umfirmiert.
Im Mai 2024 stimmte International Delivery Services (IDS), die Muttergesellschaft von GLS und Royal Mail, einem Übernahmeangebot der Investmentgesellschaft EP Group des tschechischen Unternehmers Daniel Křetínský in Höhe von 3,57 Milliarden Britischen Pfund (4,20 Milliarden Euro) zu. Er war bereits zuvor über die gemeinsam mit Patrik Tkáč gehaltene Vesa Equity Investment mit 27 % an IDS beteiligt.

## Unternehmen
Die General Logistics Systems ist ein international tätiger Paketdienst und unter dem Namen GLS in über 41 Ländern sowie acht US-Staaten auch durch Franchise-Partner vertreten. GLS unterhält dazu 62 Verteilzentren (Hubs), 1100 Depots sowie 17.000 Paketshops. Die deutsche Tochter GLS Beteiligungs GmbH trägt dabei ca. 50 % des Gesamtumsatzes sowie die Namensrechte. Zur GLS-Gruppe gehörten 2018 unmittelbar und mittelbar unter anderem folgende Tochterunternehmen:
General Logistics Systems B.V, Oude Meer, Niederlande
- General Logistics Systems Netherlands B.V., Utrecht
  - GLS Netherlands Holding B.V., Utrecht
  - GLS Netherlands Services B.V., Utrecht
- GLS Beteiligungs GmbH, Neuenstein, Deutschland
  - General Logistics Systems Germany GmbH & Co. OHG, Neuenstein
  - Der Kurier GmbH & Co. KG, Neuenstein
  - Overnight Service GmbH, Hamburg
  - Logistics Systems Austria GmbH, Ansfelden, Österreich
  - General Logistics Systems Hungary Kft. Alsónémedi, Ungarn
- Parcelforce Limited, Milton Keynes, Großbritannien
- General Logistics Systems Belgium N.V. Drogenbos, Belgien
  - GLS Belgium Distribution S.A/N.V., Drogenbos
  - General Logistics Systems Belgium S.A. Succursale de Luxembourg, Bascharage, Luxemburg
- General Logistics Systems Croatia D.O.O, Popovec, Kroatien
- General Logistics Systems Czech Republic S.R.O, Jihlava, Tschechische Republik
- General Logistics Systems Denmark A/S, Kolding, Dänemark
  - General Logistics Systems Express A/S Kolding
- General Logistics Systems Finland 0y, Turku, Finnland
- General Logistics Systems France S.A.S, Toulouse, Frankreich
  - GLS Invest France S.A.S, Toulouse
- General Logistics Systems Ireland Limited, Dublin, Irland
- General Logistics Systems Italy S.P.A., San Giuliano Milanese, Italien
  - General Logistics Systems Enterprise S.R.L, San Giuliano Milanese
  - Agone S.R.L, San Giuliano Milanese
  - Gruppo Executive Societa Consortile a.R.L, San Giuliano Milanese
- General Logistics Systems Poland Spolka Z.O.O, Komorniki, Polen
- ASM Transporte Urgente Portugal Unipessoal LDA, Lissabon, Portugal
  - General Logistics Systems Portugal Lda, Venda do Pinheiro, Portugal
- GLS General Logistics Systems Romania Sr, Sibiu, Rumänien
- GLS General Logistics Systems Slovakia S.R.O., Lieskovec (Humenné), Slowakei
- General Logistics Systems Spain S.L., Santa Perpètua de Mogoda, Spanien
  - Agencia Servicios Mensajeria S.A.U., Madrid
  - ASM Transporte Urgente Andalucia, S.A.U., Madrid
  - SM Supply Chain Solutions, S.L.U., Palma de Mallorca
- GLS U.S. Holdings Inc., Dover (Delaware), USA
  - GSO Delivery Inc., Dover
  - Golden State Overnight Delivery Services Inc., Pleasanton (Kalifornien)